# NBA Development League 2015-2016
La stagione della NBA Development League 2015-2016 è stata la quindicesima edizione della NBA D-League. La stagione si è conclusa con la vittoria dei Sioux Falls Skyforce, che hanno sconfitto i Los Angeles D-Fenders 2-1 nella serie finale.

## Squadre partecipanti
È stata ammessa la prima squadra canadese: i Raptors 905.
- Austin Spurs
- Bakersfield Jam
- Canton Charge
- Delaware 87ers
- Erie BayHawks
- F.W. Mad Ants
- G. Rapids Drive
- Idaho Stampede
- Iowa Energy
- L.A. D-Fenders

- Maine Red Claws
- Oklahoma Blue
- Raptors 905
- Reno Bighorns
- R.G.V. Vipers
- S.C. Warriors
- S. Falls Skyforce
- Texas Legends
- Westch. Knicks

## Classificaregular season

### Eastern Conference

#### East division
| Squadra            | V  | P  | PCT  | GB |
| ------------------ | -- | -- | ---- | -- |
| Maine Red Claws    | 31 | 19 | 62,0 | -  |
| Westchester Knicks | 28 | 22 | 56,0 | 3  |
| Raptors 905        | 23 | 27 | 46,0 | 8  |
| Delaware 87ers     | 21 | 29 | 42,0 | 10 |
| Erie BayHawks      | 12 | 38 | 24,0 | 19 |

#### Central division
| Squadra              | V  | P  | PCT  | GB |
| -------------------- | -- | -- | ---- | -- |
| Sioux Falls Skyforce | 40 | 10 | 80,0 | -  |
| Canton Charge        | 31 | 19 | 63,3 | 9  |
| Iowa Energy          | 26 | 24 | 52,0 | 14 |
| Grand Rapids Drive   | 21 | 29 | 42,0 | 19 |
| Fort Wayne Mad Ants  | 20 | 30 | 40,0 | 20 |

### Western Conference

#### Pacific division
| Squadra               | V  | P  | PCT  | GB |
| --------------------- | -- | -- | ---- | -- |
| Reno Bighorns         | 33 | 17 | 66,0 | -  |
| Los Angeles D-Fenders | 27 | 23 | 54,0 | 6  |
| Bakersfield Jam       | 22 | 28 | 44,0 | 11 |
| Idaho Stampede        | 20 | 30 | 40,0 | 13 |
| Santa Cruz Warriors   | 19 | 31 | 38,0 | 14 |

#### Southwest division
| Squadra                  | V  | P  | PCT  | GB |
| ------------------------ | -- | -- | ---- | -- |
| Austin Spurs             | 30 | 20 | 60,0 | -  |
| Rio Grande Valley Vipers | 29 | 21 | 58,0 | 1  |
| Texas Legends            | 23 | 27 | 46,0 | 7  |
| Oklahoma City Blue       | 19 | 31 | 38,0 | 11 |

## Playoffs

### Tabellone
|  | Quarti di finale | Quarti di finale  | Quarti di finale |                |                 | Semifinali        | Semifinali | Semifinali |  |  | Finale | Finale            | Finale |
|  |                  |                   |                  |                |                 |                   |            |            |  |  |        |                   |        |
|  | 1.               | S. Falls Skyforce | 2                |                |                 |                   |            |            |  |  |        |                   |        |
|  | 4.               | Westch. Knicks    | 0                |                |                 |                   |            |            |  |  |        |                   |        |
|  | 4.               | Westch. Knicks    | 0                |                | 1.              | S. Falls Skyforce | 2          |            |  |  |        |                   |        |
|  |                  |                   |                  |                | 1.              | S. Falls Skyforce | 2          |            |  |  |        |                   |        |
|  |                  | 3.                | Canton Charge    | 0              |                 |                   |            |            |  |  |        |                   |        |
|  | 2.               | 3.                | Canton Charge    | 0              | Maine Red Claws | 0                 |            |            |  |  |        |                   |        |
|  | 2.               |                   |                  |                | Maine Red Claws | 0                 |            |            |  |  |        |                   |        |
|  | 3.               | Canton Charge     | 2                |                |                 |                   |            |            |  |  |        |                   |        |
|  |                  |                   |                  |                |                 |                   |            |            |  |  | 1.     | S. Falls Skyforce | 2      |
|  |                  |                   | 4.               | L.A. D-Fenders | 1               |                   |            |            |  |  |        |                   |        |
|  | 1.               | Reno Bighorns     | 1                |                |                 |                   |            |            |  |  |        |                   |        |
|  | 4.               | L.A. D-Fenders    | 2                |                |                 |                   |            |            |  |  |        |                   |        |
|  | 4.               | L.A. D-Fenders    | 2                |                | 4.              | L.A. D-Fenders    | 2          |            |  |  |        |                   |        |
|  |                  |                   |                  |                | 4.              | L.A. D-Fenders    | 2          |            |  |  |        |                   |        |
|  |                  | 2.                | Austin Spurs     | 1              |                 |                   |            |            |  |  |        |                   |        |
|  | 2.               | 2.                | Austin Spurs     | 1              | Austin Spurs    | 2                 |            |            |  |  |        |                   |        |
|  | 2.               |                   |                  |                | Austin Spurs    | 2                 |            |            |  |  |        |                   |        |
|  | 3.               | R.G.V. Vipers     | 1                |                |                 |                   |            |            |  |  |        |                   |        |

### NBA D-League Finals
Gara 1
| El Segundo 24 aprile 2016 | Los Angeles D-Fenders | 99 – 104 referto | Sioux Falls Skyforce | Toyota Sports Center |

Gara 2
| Sioux Falls 26 aprile 2016 | Sioux Falls Skyforce | 102 – 109 referto | Los Angeles D-Fenders | Sanford Pentagon |

Gara 3
| Sioux Falls 27 aprile 2016 | Sioux Falls Skyforce | 91 – 63 referto | Los Angeles D-Fenders | Sanford Pentagon |

| Campione NBA Development League 2015-2016 |
| ----------------------------------------- |
| Sioux Falls Skyforce 1º titolo            |

## Premi NBA D-League
- NBA Development League Most Valuable Player Award: Jarnell Stokes, Sioux Falls Skyforce
- NBA Development League Finals Most Valuable Player Award: Jarnell Stokes, Sioux Falls Skyforce
- NBA Development League Rookie of the Year Award: Quinn Cook, Canton Charge
- NBA Development League Defensive Player of the Year Award: DeAndre Liggins, Sioux Falls Skyforce
- Dennis Johnson Coach of the Year Award: Dan Craig, Sioux Falls Skyforce
- NBA Development League Impact Player of the Year Award: Ryan Gomes, Los Angeles D-Fenders
- NBA Development League Most Improved Player Award:  Axel Toupane, Raptors 905
- Jason Collier Sportsmanship Award: Scott Suggs, Raptors 905
- NBA Development League Team Executive of the Year Award: Mike Levy, Canton Charge
- NBA Development League Basketball Executive of the Year Award: Adam Simon, Sioux Falls Skyforce
- All-NBDL First Team
  - Alex Stepheson, Iowa Energy
  - Jeff Ayres, Los Angeles D-Fenders
  - Jarnell Stokes, Sioux Falls Skyforce
  - Vander Blue, Los Angeles D-Fenders
  - Erick Green, Reno Bighorns
- All-NBDL Second Team
  - Nick Minnerath, Canton Charge
  - Coty Clarke, Maine Red Claws
  - DeAndre Liggins, Sioux Falls Skyforce
  - Will Cummings, Rio Grande Valley Vipers
  - Jimmer Fredette, Westchester Knicks
- All-NBDL Third Team
  - Jordan Bachynski, Westchester Knicks
  -  Ryan Gomes, Los Angeles D-Fenders
  - Devin Ebanks, Grand Rapids Drive
  - Sean Kilpatrick, Delaware 87ers
  - Quinn Cook, Canton Charge
- All-NBDL All-Defensive Team
  - Aaron Craft, Santa Cruz Warriors
  - Keith Appling, Erie BayHawks
  -  Jordan Bachynski, Westchester Knicks
  - DeAndre Liggins, Sioux Falls Skyforce
  -  Micheal Eric, Texas Legends
- All-NBDL All-Rookie First Team
  - Quinn Cook, Canton Charge
  - Will Cummings, Rio Grande Valley Vipers
  - Dakari Johnson, Oklahoma City Blue
  - J.J. O'Brien, Idaho Stampede
  - Greg Whittington, Sioux Falls Skyforce